# Avram Iancu, Alba
Avram Iancu là một xã thuộc hạt Alba, România. Dân số thời điểm năm 2002 là 1848 người.